# مانفريد شومان
مانفريد شومان (بالألمانية: Manfred Schumann)‏ هو متزلج جماعي ألماني، ولد في 7 فبراير 1951 في هانوفر في ألمانيا.

## وصلات خارجية
- مانفريد شومان على موقع الاتحاد الدولي لألعاب القوى (الإنجليزية)
- مانفريد شومان على موقع اللجنة الأولمبية الدولية (الإنجليزية)
- مانفريد شومان على موقع أوليمبيديا (الإنجليزية)